# Caja Rural-Seguros RGA

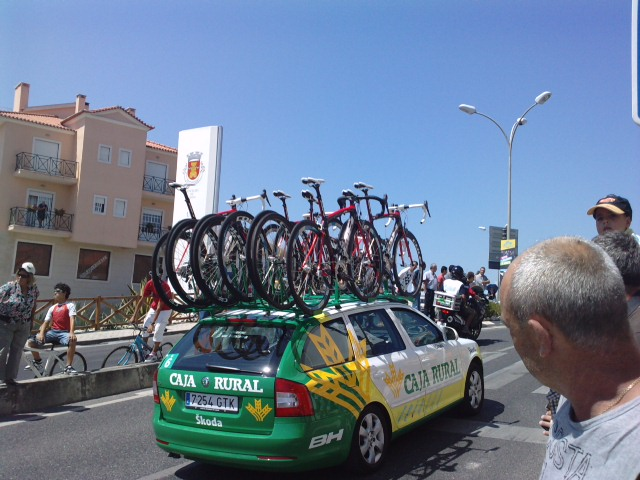
Carro de apoio da equipa Caja Rural da Volta a Portugal de 2010, na passagem da prova pelo lugar da Paz, em Mafra, a 15 de Agosto de 2010

A Caja Rural (Código UCI:CJR) é uma equipa de ciclismo, cujo principal patrocinador é o banco espanhol Caja Rural de Navarra. A equipa voltou ao pelotão profissional em 2010, depois de resultados muito bons nos amadores em 2009.

## Equipa

### 2016
| Integrantes da equipe 2016                                | Integrantes da equipe 2016 | Integrantes da equipe 2016            | Integrantes da equipe 2016 |
| Ciclista                                                  | Data de nascimento         | Equipe anterior                       |                            |
| --------------------------------------------------------- | -------------------------- | ------------------------------------- | -------------------------- |
| Javier Aramendia                                          | 5 dezembro 1986            | Euskaltel-Euskadi (2011)              |                            |
| David Arroyo                                              | 7 janeiro 1980             | Movistar Team (2012)                  |                            |
| Carlos Barbero                                            | 29 abril 1991              | Euskadi (2014)                        |                            |
| Miguel Ángel Benito                                       | 21 setembro 1993           | Caja Rural-Seguros RGA amateur (2014) |                            |
| Pello Bilbao                                              | 25 fevereiro 1990          | Euskaltel Euskadi (2013)              |                            |
| Hugh Carthy                                               | 9 julho 1994               | Rapha Condor JLT (2014)               |                            |
| Fabricio Ferrari                                          | 3 junho 1985               | Caja Rural amateur (2009)             |                            |
| Alberto Gallego (1 jan.–26 jan.)                          | 25 novembro 1990           | Rádio Popular-Boavista (2015)         |                            |
| Domingos Gonçalves                                        | 13 fevereiro 1989          | Efapel (2015)                         |                            |
| José Gonçalves                                            | 13 fevereiro 1989          | La Pomme Marseille 13 (2014)          |                            |
| Jonathan Lastra                                           | 3 junho 1993               | Caja Rural-Seguros RGA amateur (2015) |                            |
| Ángel Madrazo                                             | 30 julho 1988              | Movistar Team (2013)                  |                            |
| Lluís Mas                                                 | 15 outubro 1989            | Burgos BH-Castilla y León (2013)      |                            |
| Antonio Molina                                            | 4 janeiro 1991             | Caja Rural-Seguros RGA amateur (2013) |                            |
| Sergio Pardilla                                           | 16 janeiro 1984            | MTN-Qhubeka (2014)                    |                            |
| Eduard Prades                                             | 9 agosto 1987              | Matrix Powertag (2014)                |                            |
| Jaime Rosón                                               | 13 janeiro 1993            | Caja Rural-Seguros RGA amateur (2014) |                            |
| Diego Rubio                                               | 13 junho 1991              | Efapel (2015)                         |                            |
| Héctor Benito Sáez                                        | 6 novembro 1993            | Caja Rural-Seguros RGA amateur (2015) |                            |
| Ricardo Vilela                                            | 18 dezembro 1987           | OFM-Quinta da Lixa (2014)             |                            |
| Iker Azkarate (1 ago.–31 dez., trainee)                   | 20 abril 1994              |                                       |                            |
| Jon Irisarri (1 ago.–31 dez., trainee)                    | 9 novembro 1995            | Fundación Euskadi-EDP (2015)          |                            |
| Josu Zabala (1 ago.–31 dez., trainee)                     | 11 abril 1993              | Caja Rural-Seguros RGA (2016)         |                            |
|                                                           |                            |                                       |                            |
| Fontes: ProCyclingStats Cycling Quotient Cycling Archives |                            |                                       |                            |

### 2011
Estes são os ciclistas que a Caja Rural tem em 2011:

a negrito, os ciclistas que se inscreveram na Volta a Portugal de 2011;

- Garikoitz Bravo
- Oleg Chuzda
- David de la Cruz
- Iñigo Cuesta
- Higinio Fernández
- Fabricio Ferrari
- Aitor Galdos
- Egoitz García
- Rubén García
- José Herrada
- Michal Kwiatkowski
- Guillermo Lana
- Rubén Martinez
- Diego Milán
- Arturo Mora
- Javier Moreno
- Victor de la Parte
- Aketza Peña
- Ruben Reig
- Vitor Rodrigues
- Igor Romero
- Alexander Ryabkin
- Julian Sánchez
- Joaquín Sobrino
- Paul Kneppers em estágio